# Fast, Cheap & Out of Control
Fast, Cheap & Out of Control é um filme de documentário do cineasta Errol Morris lançado em 1997.